# سفارة ألمانيا في إيطاليا
سفارة ألمانيا في إيطاليا هي أرفع تمثيل دبلوماسي لدولة ألمانيا لدى إيطاليا. تقع السفارة في روما وهي تهدف لتعزيز المصالح الألمانية في إيطاليا.

## وصلات خارجية
- الموقع الرسمي
- قائمة سفارات ألمانيا
- قائمة السفارات في إيطاليا